# Sojus 23
Sojus 23 ist die Missionsbezeichnung für den  am 14. Oktober 1976 gestarteten Flug eines sowjetischen Sojus-Raumschiffs zur sowjetischen Raumstation Saljut 5 (ALMAZ 3). Es kam aber aus technischen Gründen nicht zur Kopplung des Sojus-Raumschiffs an dieser Raumstation. Es war der 40. Flug im sowjetischen Sojus-Programm.

## Besatzung

### Hauptmannschaft
- Wjatscheslaw Dmitrijewitsch Sudow (1. Raumflug), Kommandant
- Waleri Iljitsch Roschdestwenski (1. Raumflug), Bordingenieur

Sudow und Roschdestwenski bildeten zuvor die Unterstützungsmannschaft von Sojus 14 und Sojus 15 sowie die Ersatzmannschaft von Sojus 21. Für beide Kosmonauten blieb Sojus 23 ihr einziger Raumflug.

### Ersatzmannschaft
- Wiktor Wassiljewitsch Gorbatko, Kommandant
- Juri Nikolajewitsch Glaskow, Bordingenieur

Die Unterstützungsmannschaft bestand aus Anatoli Beresowoi und Michail Lisun.

## Missionsüberblick
Der Flug zur militärischen Raumstation Saljut 5 erreichte zwar die Raumstation, ein Fehler am Kopplungsmechanismus verhinderte jedoch die feste Verbindung. Der Fehler war insoweit vergleichbar mit den Problemen, die es bei Sojus 15 gegeben hatte. Wieder einmal war das automatische System ausgefallen und der Treibstoff reichte nicht für ein manuelles Kopplungsmanöver.
Das Schiff musste nach zwei Tagen zur Erde zurückkehren. Dabei kam es zu einem ernstzunehmenden Zwischenfall. Die Landung erfolgte im teilweise gefrorenen Tengizsee während eines Schneesturms. Die Landekapsel schwamm im Wasser, aber weil die Fallschirme nicht abgeworfen worden waren, lag die Ausstiegsluke unter Wasser, ebenso ein Ventil, das für die Frischluftzufuhr sorgen sollte und bereits automatisch geöffnet worden war. Eine Funkverbindung zu den Rettungsmannschaften war nicht möglich.
Sudow und Roschdestwenski schalteten die Heizung aus und verwendeten das Luft-Regenerationssystem nur spärlich.
Verschiedene Versuche der Rettungsmannschaften, die Landekapsel mit amphibischen Fahrzeugen zu erreichen, schlugen fehl (der See ist ungefähr dreimal so groß wie der Bodensee). Taucher konnten nach längerer Zeit ein Seil an der Landekapsel anbringen, an dem sie von einem Hubschrauber an das Ufer geschleppt werden konnte. Erst elf Stunden nach der Landung wurde die Luke geöffnet. Zur Überraschung der Rettungsmannschaft waren die Kosmonauten am Leben.

## Trivia
Waleri Roschdestwenski gehört zu den wenigen Kosmonauten, die keine ausgebildeten Piloten waren. Da er als Kommandeur einer Tiefseetauchereinheit der Baltischen Rotbannerflotte tätig war, wurde nach der Landung gescherzt, dass er auch nirgendwo anders als natürlich ausgerechnet in einem See hätte landen können.